# Martin Trocha
Martin Trocha (* 24. prosince 1957, Bytom) je bývalý východoněmecký fotbalista, útočník, reprezentant Východního Německa (NDR).

## Fotbalová kariéra
Ve východoněmecké oberlize hrál za FC Carl Zeiss Jena, Sachsenring Zwickau a Chemii Halle, nastoupil ve 175 utkáních a dal 26 gólů. S FC Carl Zeiss Jena vyhrál v roce 1980 Východoněmecký fotbalový pohár. V Poháru mistrů evropských zemí nastoupil ve 3 utkáních, v Poháru vítězů poháru nastoupil ve 4 utkáních a dal 1 gól a v Poháru UEFA nastoupil v 19 utkáních a dal 4 góly. Za reprezentaci Východního Německa (NDR) nastoupil v letech 1980–1982 v 8 utkáních a dal 1 gól.

## Ligová bilance
| Ročník           | Zápasy | Góly | Klub                |
| ---------------- | ------ | ---- | ------------------- |
| I. liga 1975/76  | 5      | 1    | FC Carl Zeiss Jena  |
| I. liga 1976/77  | 2      | 0    | FC Carl Zeiss Jena  |
| I. liga 1977/78  | 19     | 3    | FC Carl Zeiss Jena  |
| I. liga 1978/79  | 16     | 2    | FC Carl Zeiss Jena  |
| I. liga 1979/80  | 22     | 3    | FC Carl Zeiss Jena  |
| I. liga 1980/81  | 13     | 2    | FC Carl Zeiss Jena  |
| I. liga 1981/82  | 22     | 5    | FC Carl Zeiss Jena  |
| I. liga 1982/83  | 16     | 1    | FC Carl Zeiss Jena  |
| I. liga 1983/84  | 16     | 3    | FC Carl Zeiss Jena  |
| II. liga 1984/85 | 9      | 2    | BSG Wismut Gera     |
| II. liga 1984/85 | 14     | 3    | Sachsenring Zwickau |
| I. liga 1985/86  | 12     | 3    | Sachsenring Zwickau |
| II. liga 1986/87 | 26     | 4    | Sachsenring Zwickau |
| I. liga 1987/88  | 19     | 3    | Chemie Halle        |
| I. liga 1988/89  | 15     | 0    | Chemie Halle        |
| CELKEM I. liga   | 175    | 26   |                     |